# Бестендиг, Йозеф
Йозеф Бестендиг (словац. Jozef Beständig; 27 февраля 1978 года в Братиславе, Чехословакия) — словацкий фигурист выступавший в парном катании. Вместе со своей сестрой Ольгой Бестендиговой он четырёхкратный чемпион Словакии и победитель турнира «Мемориал Ондрея Непелы» 2002 года.

## Карьера
Ольга и Йозеф Бестендиги представляли Словакию на зимних Олимпийских играх 2002 года, где заняли 17-е место. В целом, на чемпионатах мира занимали места в районе второго десятка, а на чемпионатах Европы несколько раз входили в десятку. После Олимпиады-2002 пара распалась: Ольга завершила карьеру, а Йозеф отправился в США и пробовал скататься с другими партнёршами. В сезоне 2004—2005 брат с сестрой снова начали выступать вместе, однако продержались лишь сезон, так как словацкая Федерация фигурного катания отказала им в финансировании.

## Спортивные достижения
(с Ольгой Бестендиговой)
| Соревнования            | 1996—97 | 1997—98 | 1998—99 | 1999—00 | 2000—01 | 2001—02 | 2004—05 |
| ----------------------- | ------- | ------- | ------- | ------- | ------- | ------- | ------- |
| Зимние Олимпийские игры |         |         |         |         |         | 17      |         |
| Чемпионаты мира         |         | 18      | 17      | 18      | 22      |         | 15      |
| Чемпионаты Европы       | 17      | 12      | 10      | 12      | 7       | 13      | 8       |
| Чемпионаты Словакии     |         |         |         | 1       | 1       | 1       | 1       |
| Skate America           |         | 8       |         |         |         |         |         |
| Мемориал Карла Шефера   |         | 10      | 3       |         |         |         |         |
| Мемориал Ондрея Непелы  |         |         | 2       | 2       |         | 1       |         |
| Skate Israel            |         |         | 3       | 3       |         |         |         |